# Абільтаров Рустем Сейранович
Абільтаров Рустем Сейранович (нар. 28 вересня 1979) — політичний в'язень, кримський татарин та громадянин України, назаконно засуджений владою Росії. Абільтаров — один з чотирьох фігурантів першої бахчисарайської справи «Хізб ут-Тахрір», обвинувачення на свою адресу заперечує. Одружений, має чотирьох дітей. Перебуває в колонії строгого режиму № 1 Ставропольского краю, Росія.

## Сфабрикована справа
Громадянин України Рустем Абільтаров був затриманий в Криму 12 травня 2016 року та засуджений де-факто владою Росії до 8 років 9 місяців колонії строгого режиму та одного року обмеження свободи (по ч. 2 ст. 205.5 КК РФ («Участь в діяльності терористичної організації»), ч. 2 ст. 35, ч. 1 ст. 30, ст. 278 КК РФ («Підготовка до насильницького захоплення влади організованою групою за попередньою змовою»).
Після окупації Криму Росією у 2014 році, за даними міжнародної правозахисної організації Human Rights Watch, ситуація з правами людини на півострові значно погіршілася, через дії Росії Human Rights Watch називають ситуацію репресивною. Варто зазначити, що де-факто російська влада на території українського Криму за рахунок нібито боротьби з тероризмом виправдовує більшість свавілля щодо невинних людей — масові обшуки в селах кримських татар, облави, затримання та викрадення людей. Щоб звинуватити людей в тероризмі влада РФ часто підробляє докази причетності до ісламської політичної партії Хізб ут-Тахрір. Дана партія вважається терористичною в Росії та заборонена на її території. Проте вона легальна на території України та переважній більшості країн світу. При цьому міжнародне право забороняє вводити на окупованій території законодавство держави, що окуповує.
«Російська влада намагається виставити кримських татар, які виступають проти окупації півострова (прим. мається на увазі окупації українського Кримського півострова Російською Федерацією, яка відбулася 2014 року), „терористами“ й „екстремістами“, — каже Ґ'ю Вільямсон, директор Human Rights Watch із питань Європи та Центральної Азії. — Звинувачення в тероризмі — це зручний для російської влади Криму інструмент репресій»
За версією де-факто слідчих органів Росії, Рустем Абільтаров та троє інших кримських татар (Енвер Мамутов, Ремзі Меметов, Зеврі Абсеітов) вивчали літературу ісламського спрямування організації Хізб ут-Тахрір. Вони також нібито агітували населення в Бахчисараї і вербували нових людей в організацію, йдеться в обвинувальному висновку. Окрім цього всім фігурантам інкримінують «підготовку до насильницького захоплення влади організованою групою за попередньою змовою». Таким чином їм пред'явлено одразу два обвинувачення: по ч. 2 ст. 205.5 КК РФ («Участь в діяльності терористичної організації»), ч. 2 ст. 35, ч. 1 ст. 30, ст. 278 КК РФ («Підготовка до насильницького захоплення влади організованою групою за попередньою змовою». Станом на 2020 рік всі фігуранти справи знаходяться в колонії строгого режиму на території РФ (ФКУ ВП № 1 УФСВП по Ставропольському краю).
Всі фігуранти затримані 12 травня 2016 року та з тих пір перебували під вартою до оголошення вироку суду. Всі вони відмовилися давати показання на слідстві та заперечували обвинувачення.
Слідство проходило з чисельними порушеннями. На судових засіданнях по справі здійснювався допит «таємних свідків» у секретній кімнаті зі спотворенням голосу. Адвокати вважають, що в кімнаті зі свідками могли перебувати сторонні люди, які підказували свідкам відповіді. Адвокати також відзначають, що в протоколах допитів відсутні питання, які слідчий задавав свідкам, що є порушенням норм КПК РФ. Це може свідчити про те, що питання були навідними і могли вплинути на показання.

## Умови утримання
У 2019 році уповноважена ВРУ з прав людини Людмила Денісова заявила про проблеми зі здоровям у Рустема Абільтарова та іншого фігуванта даної справи Зеврі Абсеітова та ненадання їм медичної допомоги:
«…Рустем Абільтаров має хронічні захворювання — пієлонефрит і ревматоїдний артрит. Крім того, раніше він переніс мікроінфаркт міокарда. Не дивлячись на існуючі проблеми зі здоров'ям, в порушення міжнародних стандартів утримання осіб, засуджених до позбавлення волі, медичні працівники не надають належну допомогу нашим співгромадянам»

## Суспільний розголос справи та участь правозахисних організацій
Про дану справу як політично мотивовану згадували такі українські організації як Правозахисний центр «Меморіал», Кримська Правозахисна Група, Amnesty International, КРИМСОС, Кримськотатарський Ресурсний Центр, ZMINA, рух Let My People Go, Об'єднання родичів політв'язнів Кремля та інші.

## Життя до арешту[17]
Родина кримських татар Абільтарових була однією з численних родин, по відношенню до якої влада СРСР у 1944 році вчинила злочин проти людяності, а саме — депортацію з Криму. Тоді, нібито через співпрацю з державами Осі під час Другої світової війни радянський уряд поклав колективну провину і покарання на десять національностей, серед яких кримські татари. Значна частина представників народів була депортована у віддалені райони Центральної Азії та Сибіру.
Рустем народився вже в Узбекистані, в місті Бекабад у 1979 році. Разом з батьками в чотирнадцятирічному віці повернувся до Криму, в місто Бахчисарай. Після закінчення школи навчався ремісничим та будівельним професіям, в Бахчисараї його знають як хорошого майстра з оздоблювальних та будівельних робіт.
У Рустема четверо дітей, троє хлопчиків і одна дівчинка. З дружиною Ельзарою вони одружилися через півроку після знайомства, а рік по тому народився їх старший син Бєлял. У 2007 народився другий син Едем, а через три роки народилася довгоочікувана дочка Фатімє. «Рустем дуже сильно хотів доньку, з перших днів мріяв про дочку» — розповідає дружина. А в 2013 році народився Ісмаїл, молодший син сім'ї Абільтарових.